# Gary McGhee
Gary McGhee (Anderson, Indiana, 28 de octubre de 1988) es un jugador de baloncesto estadounidense que pertenece a la plantilla de Nacional de la Liga Uruguaya de Básquetbol. Con 2,11 metros de estatura, juega en la posición de pívot.

## Trayectoria deportiva
El jugador se formó en la Universidad de Pittsburgh desde la temporada 2007 a la 2011.  Su último año en la Universidad promedia 7 puntos, 8 rebotes y 1 tapón de media por encuentro y es aclamado por la prensa especializada como uno de los mejores defensores de la "Big East"- consiguió poner 114 tapones en su carrera universitaria- y uno de los jugadores favoritos de los aficionados por su entrega y generosidad hacía el equipo.
Invitado al PIT disputa dos encuentros en los que promedia 9 puntos y 8 rebotes en los dos encuentros disputados.
Su carrera profesional, con muchos altibajos por malas decisiones sobre sus destinos, la inicia realmente en Turquía, aunque con una breve estadía previa el KK Zagreb equipo con el que realiza únicamente la pretemporada, en el año 2011 acaparando 8 rebotes de media que lo llevan a ser el 5º mejor reboteador de la Liga TBL y anotando 10 puntos defendiendo la camiseta del Bandirma.
El verano del año 2012 disputa las Ligas de Verano en EE. UU. de Orlando ( con Oklahoma City Thunder) y en las Vegas ( Los Angeles Clippers 5 partidos-5 puntos-5 rebotes).
Su buena actuación en dichos torneos le sirve para fichar en Alemania en el BBC Bayreuth donde repite como 5º máximos reboteador de la Liga (6.5 rebotes) y 9.7 puntos en 34 partidos.
En verano del 2013 lo lleva nuevamente a disputar la Liga de Verano, en esta ocasión con Golden State Warriors en las Vegas. Al volver de la liga de verano, ficha en Francia para jugar en el BCM Gravelines Dunkerke durante 7 partidos, antes de regresar a Alemania MHP Riesen 25 partidos 6 puntos y 5 rebotes.
Comenzaría la temporada 2014-15 en el Sigal Prishtina de la Liga de Kosovo, donde promediaba en la "Liga de Kosovo" 10 puntos, 4 rebotes en 20 minutos en los 4 partidos disputados. En la "Balkan League", la otra competición en la que juegan los equipos de este pequeño país,  10 rebotes, 3 puntos en 17 minutos en los dos partidos disputados.
En diciembre de 2014, refuerza al CB Breogán para intentar el ascenso a la Liga ACB. Tras no lograrlo, el jugador se marcha a Grecia para jugar en el Kolossos Rodou.
En verano de 2016, firmó contrato con el Walter Tigers Tübingen de la Basketball Bundesliga alemana.
En verano de 2017, llega a Grecia para jugar en las filas del Kymis B.C. de la A1 Ethniki.
En julio de 2018 firmó por una temporada por el Aris BC, tras haber sido el máximo reboteador de la liga griega la temporada anterior.
La temporada 19/20 jugó en el Benfica portugués, participando también en EuroCup.
En noviembre de 2020, firma por el Club Basquet Coruña de la Liga LEB Oro.
El 14 de julio de 2021, firma por las Abejas de León de la Liga Nacional de Baloncesto Profesional de México. En 24 partidos disputados con 28.53 minutos de promedio, redondeó 11.4 puntos y terminó como uno de los líderes de la temporada en rebotes con un promedio de 8,5. 
El 18 de noviembre de 2021, firma por Club de Regatas Corrientes de la Liga Nacional de Básquet.